# アキュラ・TSX
TSX（ティーエスエックス）は、本田技研工業がかつて生産し、アキュラブランドで販売していたセダンまたはステーションワゴン型の中型乗用車である。

## 概要
アメリカではエントリーラグジュアリーカーに属する。欧州・日本仕様アコードをベースにしており、2001年に販売終了したアキュラ・インテグラの後継となった。2003年4月より北米で販売されているほか、2代目からはメキシコでも販売される。全台数埼玉県狭山市にある本田技研工業 埼玉製作所にて生産されている。
2015年モデルよりTLと統合されてTLXとなった。

## 初代 CL9型（2003年 - 2008年）
2003年の北米国際自動車ショーで発表された。パワートレインは、2.4Lの直列4気筒エンジンであるK24A型 DOHC i-VTECエンジンに、マグネシウムケーシングが特徴の6速MTが組み合わされる。5速ATはオプション設定であるが、アメリカの希望小売価格上では価格は変わらない。
VSA、クルーズコントロール、17インチアルミホイール、シートヒーター付き8WAYパンチングレザーパワーシート、ムーンルーフ、360Wアキュラプレミアムサウンドシステムなどが標準装備となる。
2005年モデルではXMサテライトラジオ、ヒーテッドドアミラー、助手席4WAYパワーシート、ステアリングのオーディオ、クルーズコントロールスイッチの照明が追加された。
2006年モデルではエンジン最大出力が5ps向上、フロント、リアのエクステリア処理が一部変更となり、ホイールデザインも変更、サイドスカート、フォグライトが標準となった。インテリアではインストゥルメントパネルのマルチインフォメーションディスプレイ（MID）やブルートゥースハンズフリーリンク、デジタルオーディオポートが追加。
2007年モデルではタイヤ空気圧監視システム（TPMS）が追加され、電動のリアビューミラーが改良された。
パワーステアリングは欧州アコードの標準仕様と同じ油圧式である2008年モデルではいくつかの小変更と新しいボディーカラーが追加。
米国道路安全保険協会によるテストにより、TSXは後方衝突安全性能で「Poor」の評価を受けた。前方オフセット衝突は「Good」、側面衝突は「Acceptable」となっている。

## 2代目 CU2/4型（2008年 - 2014年）
フルモデルチェンジされた2代目TSXは、2008年4月11日にニューヨーク国際オートショーでデビューした。
ボディサイズは、2008年モデルと比較して全高は15mm低くなったが、全幅が76mm、トレッドが66mm、ホイールベースが33mm、全長が61mm大きくなるなど、先代より一回り拡大されている。クロムメッキで大胆に縁取りした平行四辺形メッシュのフロントグリルなど、最近のアキュラのトレンドの先進性を強調した「キーンエッジ」デザインとなっている。
ボディでは、Aピラーが細くなったことにより視認性が向上、ルーフは従来ではパネルに開断面構造のスティフナーが使われていたものを閉断面構造とした。取付方法も先にルーフメンバーを溶接してからルーフパネルを載せる方法に変更し、強度・剛性を高め振動を低減している。フロアのインナーフレームレールは北米アコードにも採用されているが、アキュラでは初採用で、従来とは逆にフロアパネルの上部にフレームを配置することで、衝突安全性能、静寂性能が向上、なおかつフロア下をフラット形状となったことで空力性能も向上している。
エンジンは、先代と同じ2.4L直列4気筒のK24Z型i-VTECを搭載する。バランサーシャフトが組み込まれ、204PS、23.8kg·mを発生する。先代より最高出力は4PS下がったことになるが、アキュラはより広域でパワー、トルクが出るようになっており、運転時のパワーフィールは向上しているとしている。主な改良点は圧縮比が11.0にアップ、バルブタイミング変更、インテーク、エギゾーストのエアフロー改善などで、インテークマニホールドは新たに樹脂とアルミニウムのハイブリッド構造となり、従来のアルミニウム製から軽量化された。排出ガスはCARB LEVⅡ ULEVに対応した。
2009年には2.4Lエンジンに加えて、3.5L V型6気筒のJ35Z型エンジンと2.2Lのi-DTECディーゼルターボも登場。ディーゼル車は、尿素を使用しない先進の窒素酸化物低減システムを採用し、50州の排出基準に適合する。
サスペンションは前後新設計で、アキュラ初となるショーワ製デュアルモードダンパーを装備。トランスミッションは6速MTと5速ATでATにはシーケンシャルパドルシフトが付く。パワーステアリングは油圧式から電動式（EPS）となった。ステアリングレシオは先代よりクイックな設定とされ、ステアリングマウントの剛性は380％アップ、「connected」なフィーリングが特に高速走行時に得られるという。モーションアダプティブEPS、ADAS（アドバンスト・ドライビング・アシスト・システム）などは採用されていない。
ヘッドライトの昼間点灯機能、バック時の自動傾きドアミラーなどが新たに採用され、サイドエアバッグはデュアルチャンバー式となった。その他の標準装備としては、7スピーカーオーディオ、ブルゥートゥース、レザーシート、デュアルゾーンエアコン、メモリーパワーシート、ムーンルーフ、HIDヘッドライト、オーディオ用USBポートなどがある。オプションの「テクノロジーパッケージ」ではアキュラナビゲーションシステム、アキュラリンク、10スピーカーアキュラ/ELSプレミアムサラウンド、GPSリンク日射センサーオートエアコンなどが付く。
2010年秋には新たにアキュラ初のステーションワゴンとなる「TSX スポーツワゴン」が投入された。

## モータースポーツ
リアルタイムレーシング（RTR）は、RSXとともにTSXでSCCAスピードワールドチャレンジのツーリングカーシリーズに参戦している。TSXはボディの強化と軽量化がされ、圧縮比が高められたエンジンと、カスタムビルドのシーケンシャルトランスミッションを搭載する。2005年には、RTR TSXによりアキュラはマニファクチャラーズタイトル、ピーター・カニンガムがドライバーズタイトルを獲得した。2006年も連続でコンストラクターズタイトル、ピエール・クライヌビンがドライバーズタイトルを獲得している。